# 大和屋商店
株式会社大和屋商店（やまとやしょうてん）は、東京都板橋区に本社を置く食肉の卸売業者。

## 概要
東京都や埼玉県の卸売市場などから仕入れた枝肉を、精肉にしてホテル、スーパーマーケット、飲食店などに販売する卸売企業。取扱商品は、和牛肉、交雑種国産牛肉、豚肉、鶏肉、羊肉などである。

## 不祥事・事件

### 食肉偽装販売事件
大和屋商店は、和牛には該当しない交雑種の肉を、ユッケ用和牛として卸していた肉に含めて出荷していた。同社の登記簿に記された取締役の男性がユッケにも使える生肉をインターネットで通信販売していた。通信販売していた業者の所在地とファクシミリ番号は、大和屋商店と同一であった。それにも関わらず、同社は出荷した牛肉について「生食用は出していない」と嘘をついた。

### 食中毒で死亡事件
大和屋商店が2011年4月11日から16日にかけて加工し、店舗へ出荷され消費されたとみられる14頭の牛に、ユッケなどの生食には不適切とされる「廃用牛」が含まれていた。同社は、店舗側に「ユッケ用のサンプルができました」「和牛の血統で味があります」と品質を保証するメールを送って店舗を騙した。その結果、この肉をユッケとして提供された5人の客が食中毒で亡くなった。